# Reichenthal
Reichenthal je městys v rakouské spolkové zemi Horní Rakousy, v okrese Urfahr-okolí. Území obce sousedí s Českem.
K 1. lednu 2015 zde žilo 1 519 obyvatel.